# ميكو كاجي
ميكو كاجي (باليابانية: 梶芽衣子؛ بالكانا: かじ めいこ) هي مغنية وموسيقية وممثلة يابانية، ولدت في 24 مارس 1947 في تشيودا في اليابان.

## وصلات خارجية
- ميكو كاجي على موقع IMDb (الإنجليزية)
- ميكو كاجي على موقع روتن توميتوز (الإنجليزية)
- ميكو كاجي على موقع ألو سيني (الفرنسية)
- ميكو كاجي على موقع ميوزك برينز (الإنجليزية)
- ميكو كاجي على موقع أول موفي (الإنجليزية)
- ميكو كاجي على موقع أول ميوزيك (الإنجليزية)
- ميكو كاجي على موقع ديسكوغز (الإنجليزية)
- ميكو كاجي على موقع قاعدة بيانات الفيلم (الإنجليزية)
- ميكو كاجي على موقع كينوبويسك (الروسية)